# اچ‌ام‌اس سامرست (۱۶۹۸)
اچ‌ام‌اس سامرست (۱۶۹۸) (به انگلیسی: HMS Somerset (1698)) یک کشتی بود که طول آن ۱۵۸ فوت (۴۸٫۲ متر) بود.